# Euthyonidiella arenicola
Euthyonidiella arenicola is een zeekomkommer uit de familie Sclerodactylidae.
De wetenschappelijke naam van de soort werd in 1992 gepubliceerd door Pawson & Miller.